# Robert McGowan Coventry
Robert McGowan Coventry (Glasgow, 1855 – Parigi, 1914) è stato un pittore inglese del periodo vittoriano.
Particolarmente attratto dall'Egitto e dall'Oriente, concentrò la sua produzione sugli scenari esotici del deserto e delle cittadine arabe, che ritrasse in numerosi acquerelli, oltre che sui paesaggi marittimi della Scozia e del Galles.

## Opere
- The harbour at Pittenweem
- Unloading the boats, East Neuk
- A Scene in Egypt - 1890
- A Breezy Day
- The Belfry, Bruges